# ابردینگن
ابردینگن (به آلمانی: Eberdingen) یک شهر در آلمان است که در لودویگزوبورگ واقع شده‌است.

## خصوصیات
ابردینگن ۶٬۵۲۹ نفر جمعیت دارد.